# Lucien Laurent
Lucien Laurent (Saint-Maur-des-Fossés, 10 de Dezembro de 1907 - Besançon, 11 de Abril de 2005) foi um futebolista francês, conhecido internacionalmente por ter sido o autor do primeiro gol na história das Copas do Mundo.

## Biografia
Laurent estreou pelo CA Paris ao mesmo tempo em que trabalhava numa gráfica. Depois mudou-se para Sochaux, onde trabalhou na Peugeot, enquanto treinava em meio período na equipe local.
Fez sua estreia pela seleção francesa em 23 de fevereiro de 1930, num Portugal 2 X 0 França. Laurent jogou 10 vezes pelos Bleus, marcando 2 gols.
Atuou em 6 clubes, entre eles CA Paris, Sochaux, Club Français, Stade Rennais, Estrasburgo, Besançon e Strasbourg, de 1920 a 1940. Ao fim de sua carreira, abriu um bar em Besançon.

### Copa do Mundo de 1930
Laurent embarcou no navio Conte Verde em direção ao Uruguai, junto de seus companheiros, como o seu irmão Jean e o goleiro Thepot. Desembarcaram depois de 14 dias no mar, em Montevidéu, para participar da primeira Copa do Mundo. Jogava como meia-atacante da seleção de seu país quando marcou aos 19 minutos do jogo em que a França venceu o México por 4 a 1, na Copa de 30, no Uruguai, em 13 de julho de 1930, realizando o primeiro gol da história das Copas do Mundo. Laurent aproveitou cruzamento de Ernest Liberati e deu um chute numa distância de 16 metros. Esta foi a segunda partida de Laurent pela seleção francesa. A França, no entanto, perdeu seus dois jogos seguintes, contra a Argentina e Chile e acabou eliminada ainda na primeira fase.

### Morte
Morreu aos 97 anos de idade, em 11 de abril de 2005 no Hospital de Besançon. Era o último jogador ainda vivo da seleção francesa que disputou a Copa de 1930.